# Sorbitaantristearaat
Sorbitaantristearaat (E492) is een chemische stof die gemaakt wordt uit sorbitol en stearinezuur.
Het wordt in diverse producten gebruikt als een emulgator en stabilisator. In het menselijk lichaam wordt sorbitaantristearaat weer omgezet naar sorbitol en stearinezuur. 
{\displaystyle \mathrm {C_{6}H_{14}O_{6}\ +\ 3\ CH_{3}(CH_{2})_{16}COOH\ \rightarrow \ C_{60}H_{114}O_{8}+4\ H_{2}O} }
De aanvaardbare dagelijkse inname is tot 25 mg/kg lichaamsgewicht. 